# Australian Championships 1931/Damendoppel
Das Damendoppel der Australian Championships 1931 war ein Tenniswettbewerb in Sydney.
Vorjahressiegerinnen waren Emily Hood und Margaret Molesworth. Im Endspiel setzten sich Daphne Cozens / Louie Bickerton gegen Nell Lloyd / Lorna Utz mit 6:0 und 6:4 durch.

## Hauptrunde
Zeichenerklärung
- Q = Qualifikant
- WC = Wildcard
- LL = Lucky Loser
- ITF = qualifiziert über ITF-Ranking
- ALT = alternate (Ersatz)
- PR = Protected Ranking
- SE = Special Exempt
- r = retired (Aufgabe)
- d = Disqualifikation
- w.o. = walkover
- [ ] = Match-Tie-Break

|  | Finale |                               |   |   |  |
|  |        |                               |   |   |  |
|  |        | Daphne Cozens Louie Bickerton | 6 | 6 |  |
|  |        | Nell Lloyd Lorna Utz          | 0 | 4 |  |
|  |        |                               |   |   |  |